# Feroz Khan
Feroz Khan (hindi: फ़ेरोज़ ख़ान, urdu: فیروز خان, inaczej Firoz Khan, Feroze Khan, ur. 25 września 1939 w Bengaluru, Indie, zm. 27 kwietnia 2009 tamże) – to sławny bollywoodzki aktor, reżyser, montażysta i producent filmowy. Był ojcem młodego i popularnego aktora Fardeena Khana.
Jego ojciec pochodził z Afganów, matka z Parsów. Zadebiutował w 1960 roku w filmie "Didi". Był muzułmaninem, chociaż jego żona, córka i syn są wyznania hinduistycznego.

## Filmografia
- Karz (2008) – Sir Judah
- Cash (film) (2007) – Sanjeev Khanna, ojciec Raja
- Kurbani Remake of Qurbani 1980 (2006) inspektor Amjad Khan
- Welcome (2007)
- Ek Khiladi Ek Haseena (2005) – Jehangir Khan (gościnnie)
- Chitappa (2005) – Raman
- Janasheen (2003) – Saba Karim Shah
- Yalgaar (1992) – Rajesh Ashwini Kumar
- Meet Mere Man Ka (1991)
- Dayavan (1988) – Shankar Waghmare
- Janbaaz (1986) – inspektor Rajesh Singh
- Kachche Heere (1982) – kuzyn Kamala Singha
- Khoon Aur Paani (1981)
- Qurbani (1980) – Rajesh Kumar/Kailash Nath
- Chunaoti (1980)
- Darinda (1977)
- Jadu Tona (1977) – Dr. Kailash
- Nagin (1976) – Raj
- Kabeela (1976)
- Sharafat Chod Di Maine (1976)
- Dharmatma (1975) – Ranbir
- Aa Jaa Sanam (1975) – Dr. Satish
- Kala Sona (1975) – Rakesh
- Rani Aur Lalpari (1975) – Gulliver
- International Crook (1974) – SP Rajesh
- Anjaan Raahen (1974) – Anand
- Bhagat Dhanna Jatt (1974) – Ramu
- Geeta Mera Naam (1974)
- Khhotte Sikkay (1974) – jeździec
- Kisan Aur Bhagwan (1974)
- Kashmakash (1973)
- Apradh (1972) – Ram Khana
- Upaasna (1971)
- Ek Paheli (1971) – Sudhir
- Mela (1971)
- Safar (1970) – Shekhar Kapoor
- Aadmi Aur Insaan (1969) – Jai Kishan/J.K.
- Pyaasi Sham (1969) – Ashok
- Aag (1967) – Shanker
- Aurat (1967)
- CID 909 (1967)
- Raat Aur Din (1967) – Dilip
- Woh Koi Aur Hoga (1967)
- Main Wohi Hoon (1966) – Vijay
- Tasveer (1966)
- Arzoo (1965) – Ramesh
- Ek Sapera Ek Lootera (1965) – Mohan/Vijay Pratap Singh
- Oonche Log (1965) – Rajnikant
- Teesra Kaun (1965)
- Char Dervesh (1964) – Qamar Bhakt
- Suhagan (1964) – Shankar
- Bahurani (1963) – Vikram
- Tarzan Goes to India (1962) – Prince Raghu Kumar
- Main Shadi Karne Chala (1962)
- Didi (1960)